# Паулијас Матане
Велики поглавица Сер Паулијас Нгуна Матане (енгл. Grand Chief Sir Paulias Nguna Matane; Ист Њу Бритен, 21. септембар 1931 — 12. децембар 2021) био је генерални гувернер Папуе Нове Гвинеје. Изабран је 29. јуна 2004. године већином у парламенту са 50 гласова насупрот 46 колико је добио Пато Какераја. Наследио је в. д. гувернера Џефри Нејпа.
Припадник је Толаји народа и матерњи језик му је Куануа.